# Abeskræk-slægten
Abeskræk-slægten (Araucaria) er en slægt af stedsegrønne nåletræer, der er udbredt på den sydlige halvkugle undtagen Afrika. Slægten har 19 arter, hvoraf de to nedenstående træffes i Danmark. Abetræ (Araucaria araucana) er et velkendt omend særegent prydtræ, mens stuegran (Araucaria heterophylla) er en velkendt stueplante. I Danmark ses disse træer praktisk taget aldrig i grupper, men er som regel enkeltstående individer, og egentlige bestande ses aldrig. De har ingen forstlig anvendelse.
| Arter |

- Abetræ (Araucaria araucana) – havetræ, kun hårdført under beskyttede forhold
- Stuegran (Araucaria heterophylla) – stueplante

## Beskrivelse
De fleste arter er store træer med kraftige oprette stammer og med højder på 30–60 m og i visse tilfælde helt op til 80 m. De vandret voksende grene danner symmetriske former, og er dækket med læderagtige, ofte brede, nåle.
Disse træer er tvebo med hanlige og hunlige strobili på hver sit træ – hist og her ses dog individer der er enbo. De hunlige kogler, der oftest sidder i toppen af træet, er tøndeformede til kugleformede og kan være op til 25 cm i diameter. De indeholder 80-200 oftest spiselige frø som minder om pinjekerner, men er større.

## Udbredelse
I alt er der 19 arter i slægten, hvoraf dog de 13 er endemiske for Ny Caledonien. Desuden forekommer der en del arter på Norfolk Island og resten er spredt med få arter i hver af områderne østlige Australien, Ny Guinea, Argentina, Chile og det sydlige Brasilien. De få arter til trods kan træerne dække store områder, men anses almindeligvis for at være i tilbagegang, da de fældes for tømmer og deres frø indsamles og spises. Flere steder er bestandene nu beskyttet, men truet af ulovlig fældning.
De fleste populationer er relikte og har en begrænset udbredelse inden for skov eller maki, ofte på vejrmæssigt udsatte lokaliteter. Disse søjleformede træer er levende fossiler, der kan dateres tilbage til jura og kridttiden, hvor de også forekom på den nordlige halvkugle og var ganske udbredte.